# Gråsidig skogssnigel
Gråsidig skogssnigel (Arion circumscriptus) är en snäckart som beskrevs av Johnston 1828. Gråsidig skogssnigel ingår i släktet Arion och familjen skogssniglar. Arten är reproducerande i Sverige. Inga underarter finns listade i Catalogue of Life.

## Bildgalleri

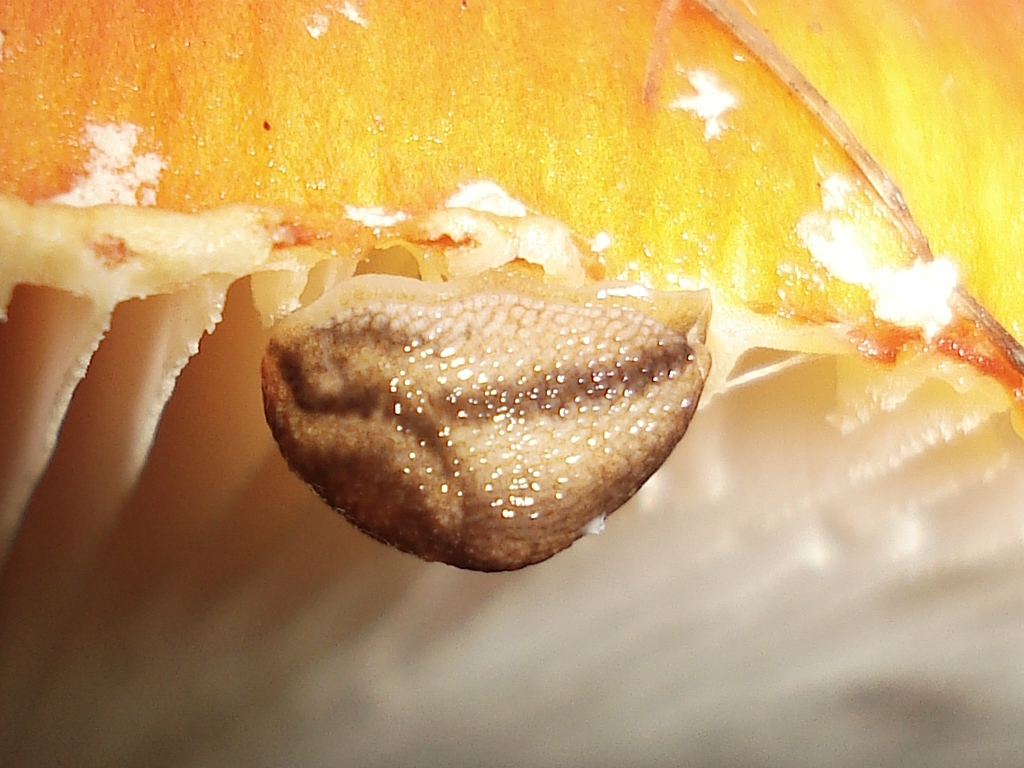